# Шевченка (Олександрійський район)
Шевче́нка — село в Україні, в Онуфріївській селищній громаді Олександрійського району Кіровоградської області. Населення становить 142 осіб. У побутовому мовленні має назву «хутір Шевченка». На дорожніх знаках назва подана як «Шевченкове».

## Історія
У 1780-х рр. засноване село Шевченка надворною радницею Касіновою, яке спочатку існувало як постоялий двір. Назва «Шевченка» з'являється в першій половині ХХ століття та імовірно походить від переселенців з Павлиша з прізвищем Шевченко. Протягом XVIII - XIX ст. в документах згадується під назвами: «Цвітяна балка», «Гавине», «Павлиської державної оброчної статті», «Червоний Трактир», «Червона Станція».

## Населення
Згідно з переписом УРСР 1989 року чисельність наявного населення села становила 189 осіб, з яких 87 чоловіків та 102 жінки.
За переписом населення України 2001 року в селі мешкали 142 особи.

### Мова
Розподіл населення за рідною мовою за даними перепису 2001 року:
| Мова       | Кількість | Відсоток |
| ---------- | --------- | -------- |
| українська | 133       | 93.66%   |
| російська  | 6         | 4.23%    |
| вірменська | 3         | 2.11%    |
| Усього     | 142       | 100%     |